# 熊本県警察学校

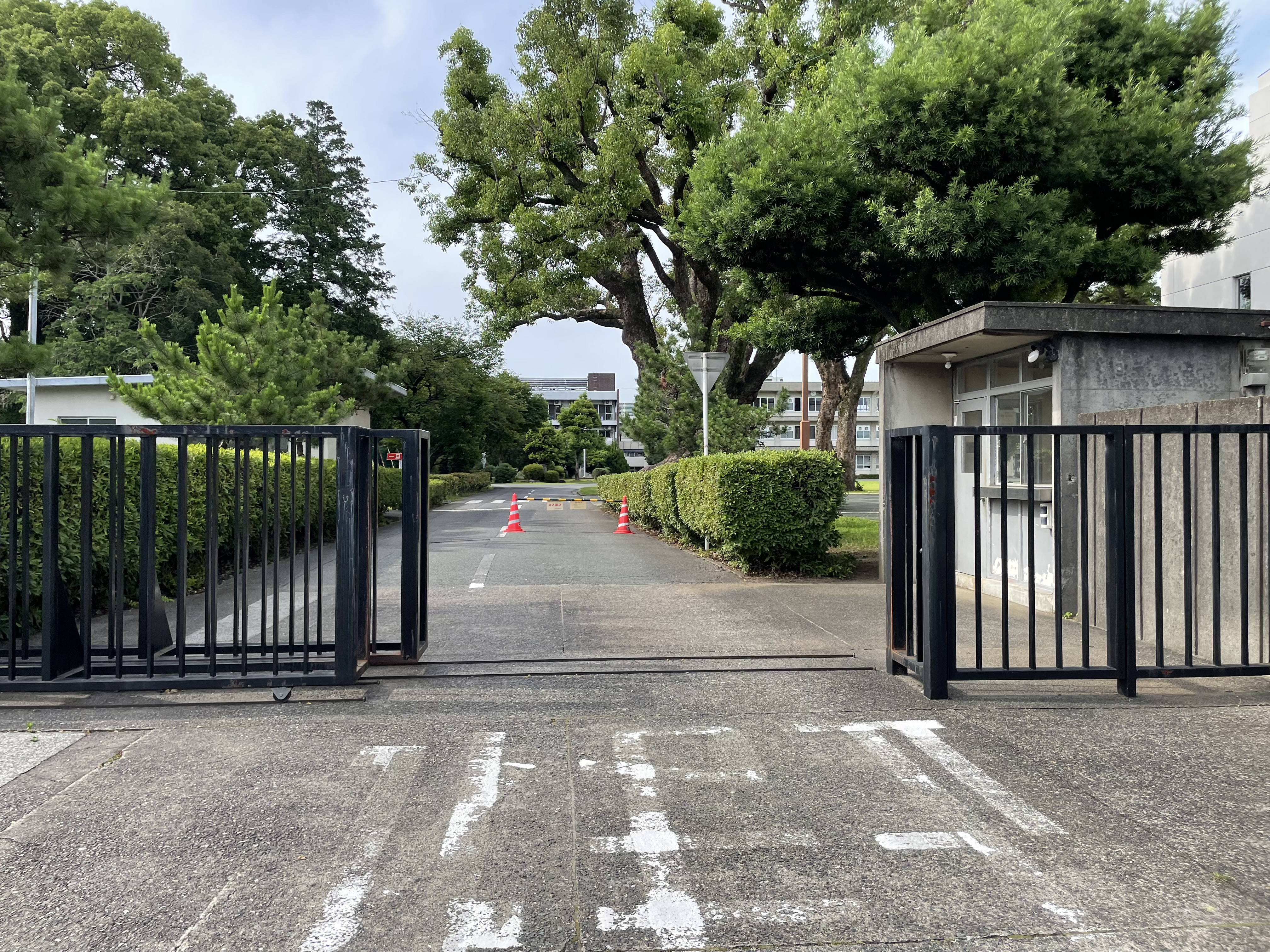
警察学校

熊本県警察学校（くまもとけんけいさつがっこう）は、熊本県が熊本県警察職員の教育・訓練を行うために設置した機関。学校長は警視正または警視が任命される。

## 沿革
- 1886年（明治19年） - 巡査教習所設置
- 1887年（明治20年） - 熊本県庁構内に移転
- 1924年（大正13年） - 熊本県警察練習所と改称
- 1948年（昭和23年） - 熊本県警察学校と改称

## 教授科目
- 職務倫理
- 法学
- 基本実務
- 体育・術科
- その他

## 所在地
熊本市中央区渡鹿4丁目2-1
熊本学園大学グランド至近である。